# Otto E. Rössler

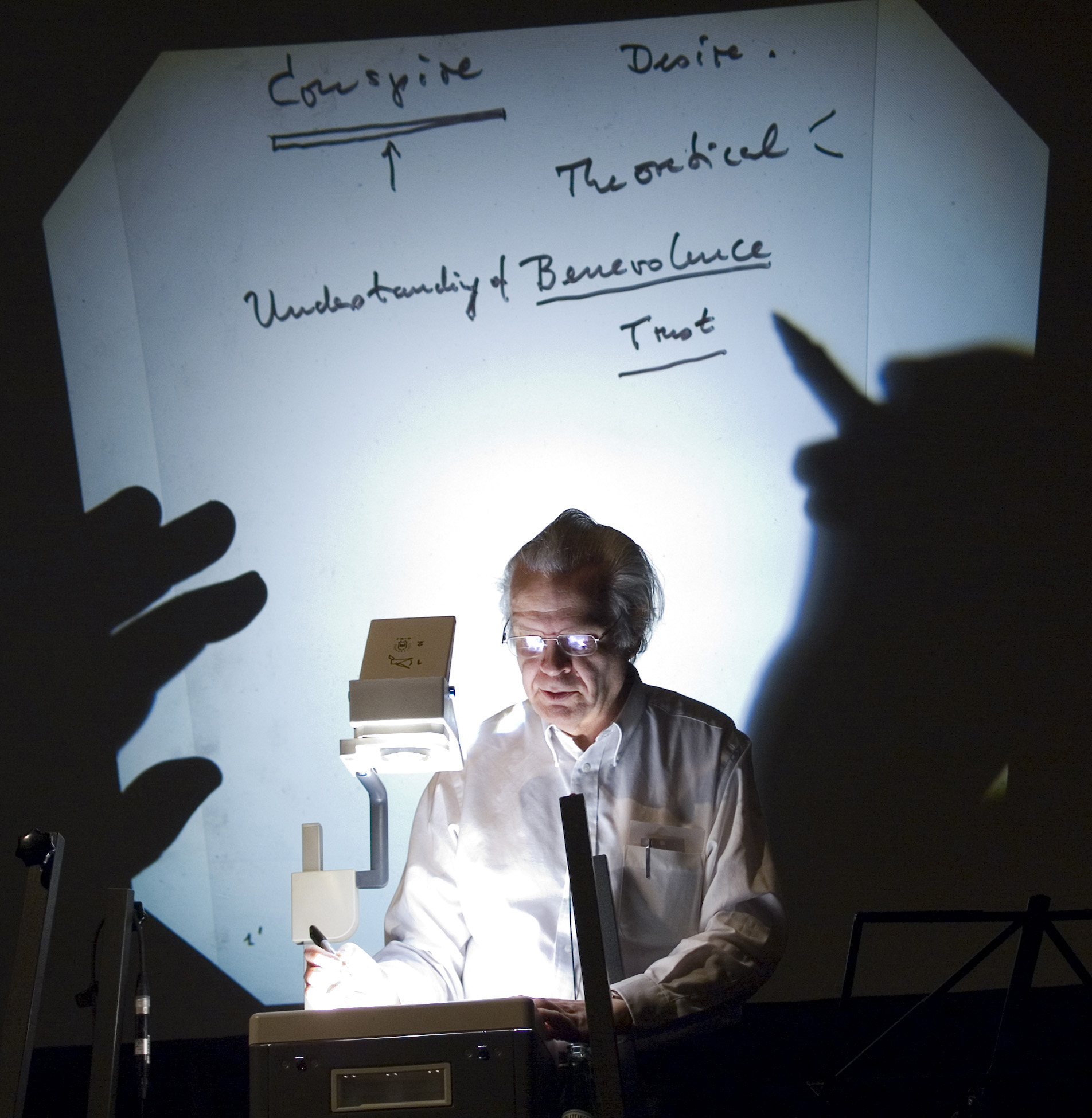
Otto E. Rössler, 2008

Otto E. Rössler (* 20. Mai 1940 in Berlin) ist ein deutscher Biochemiker und Chaosforscher.

## Leben und Arbeit
Otto Eberhard Rössler wuchs als Sohn des Semitistik-Professors Otto Rössler in Tübingen auf und legte dort das (altsprachliche) Abitur ab. Nach einem Studium der Medizin an der Eberhard-Karls-Universität Tübingen wurde er 1966 zum Dr. med. promoviert. 1967–68 erhielt er eine Post-Doktoranden-Stelle am Max-Planck-Institut für Verhaltensphysiologie in Seewiesen (Pöcking) bei Konrad Lorenz. 1969 war er Gastdozent am Center for Theoretical Biology an der New York State University in Buffalo, 1970 Dozent und ab 1977 Professor am Institut für Physikalische und Theoretische Chemie der Universität Tübingen. 1981 nahm er eine Gastprofessur für Mathematik an der Guelph University in Kanada und 1983 eine Gastprofessur am Center for Nonlinear Studies der University of California am Los Alamos National Laboratory an.

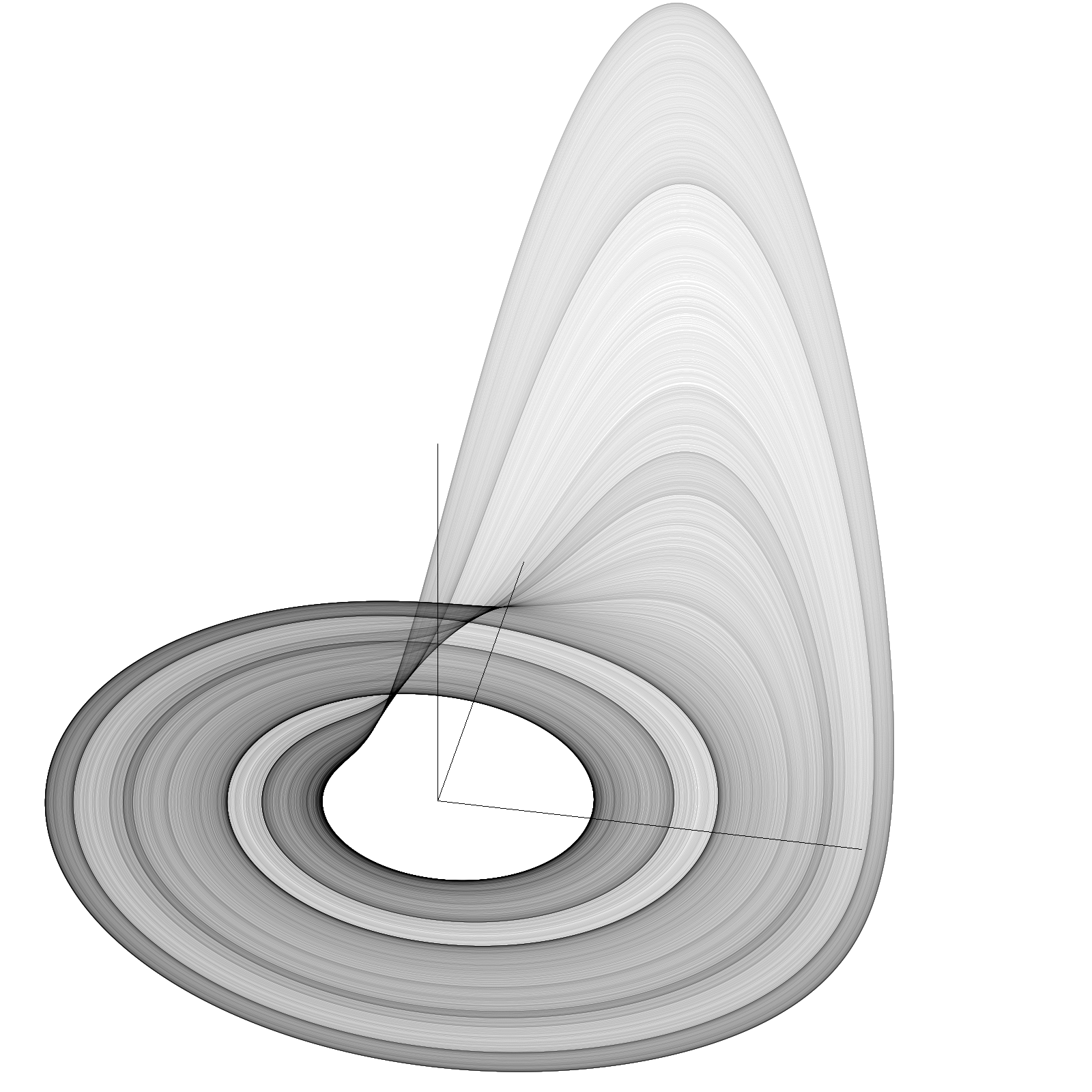
Rössler-Attraktor

Rössler ist einer der Pioniere der Chaosforschung. Nach ihm ist der Rössler-Attraktor benannt. Daneben beschäftigt er sich auch mit der Endophysik.
Seit 1988 befindet er sich – zusammen mit seiner Ehefrau – in einer tiefgreifenden Auseinandersetzung mit der Universität Tübingen und deren Aufsichtsbehörde, dem Ministerium für Wissenschaft, Forschung und Kunst Baden-Württemberg in Stuttgart, insbesondere über Umfang und Inhalte der jeweiligen akademischen Lehrverpflichtungen; unter anderem kam es dabei auch zu Verurteilungen wegen Hausfriedensbruch und Sachbeschädigung.
Rössler ist auch als Gegner des am CERN gebauten und 2009 gestarteten Teilchenbeschleunigers Large Hadron Collider (LHC) bekannt geworden: Er vertritt die These, dass im Betrieb des LHC künstliche Schwarze Löcher erzeugt werden könnten und eines dieser extrem kleinen Schwarzen Löcher nicht – wie von Stephen Hawking vermutet – sofort wieder zu Strahlung zerfallen, sondern exponentielles Wachstum aufweisen könnte, bis es letztlich die gesamte Masse der Erde verschlingen würde. Rössler stützt sich auf sein Verständnis der bekannten Eigenschaften von Schwarzen Löchern, insbesondere die des Ereignishorizonts. Wird dieser von einem Teilchen überschritten, so wird ein Entkommen unmöglich. Rösslers These und sein zugrundeliegendes Verständnis der allgemeinen Relativitätstheorie wird von einer großen Mehrheit der Wissenschaftler abgelehnt.
Eine Gruppe um Rössler reichte beim Europäischen Gerichtshof für Menschenrechte eine Klage gegen die Inbetriebnahme des LHC ein. Der damit verbundene Eilantrag wurde im August 2008 vom Gericht abgewiesen. Das deutsche Bundesverfassungsgericht lehnte die Annahme einer Verfassungsbeschwerde im Februar 2010 wegen fehlender grundsätzlicher Bedeutung und mangelnder Aussicht auf Erfolg ab. Auch andere Klagen scheiterten.
Im Jahre 2007 wurde Rössler zum Mitglied der Gelehrtengesellschaft Leibniz-Sozietät der Wissenschaften zu Berlin gewählt. Er ist mit der Endokrinologin Reimara Rössler verheiratet.

## Publikationen
- Existenz eines „Bausteinprinzips“ beim Entwurf von komplizierten Reaktionssystemen. Habil. Tübingen 1972
- mit Jürgen Parisi, Joachim Peinke und Ruedi Stoop: Encounter with Chaos. Self-Organized Hierarchical Complexity in Semiconductor Experiments. Springer, Berlin 1992, ISBN 3-540-55647-8
- Endophysik. Die Welt des inneren Beobachters. Merve, Berlin 1992, ISBN 3-88396-085-3
- (mit Reimara Rössler): Jonas' Welt. Das Denken eines Kindes, 1994, ISBN 3-499-19710-3[9]
- Das Flammenschwert oder wie hermetisch ist die Schnittstelle des Mikrokonstruktivismus? Benteli, Bern 1996, ISBN 3-7165-1017-3
- mit René Stettler: Interventionen. Vertikale und horizontale Grenzüberschreitung. Stroemfeld, Basel und Frankfurt 1997, ISBN 3-87877-627-6
- mit Peter Weibel: Aussenwelt – Innenwelt – Überwelt. Ein Gespräch. Stroemfeld, Basel/Frankfurt 1997, ISBN 3-87877-628-4
- mit Wilfried Kriese: Mut zu Lampsacus. Das Internet als Chance. Mauer Verlag, Rottenburg 1998
- mit Artur P. Schmidt: Medium des Wissens. Das Menschenrecht auf Information. Haupt, Bern 2000 (PDF; 1,61 MB)
- Descartes’ Traum. Von der unendlichen Macht des Außenstehens. Audio-CD. Konzeption/Regie: Nils Röller, Klaus Sander u. Jan St. Werner, Supposé, Köln 2002, ISBN 3-932513-28-2
- Stefan Bombaci (Text zum Ausstellungskatalog). Württembergischer Kunstverein, Stuttgart 2004, ISBN 3-930693-23-2
- mit Bill Seaman: Neosentience. The benevolence engine, 2011, ISBN 978-1-84150-404-9
- mit Ali Sanayei: Chaotic harmony. a dialog about physics, complexity and life, 2014, ISBN 978-3-319-06780-3